# Rafflesia schadenbergiana
Rafflesia schadenbergiana là một loài thực vật có hoa trong họ Rafflesiaceae. Loài này được Göpp. ex Hieron. miêu tả khoa học đầu tiên năm 1885.

## Hình ảnh

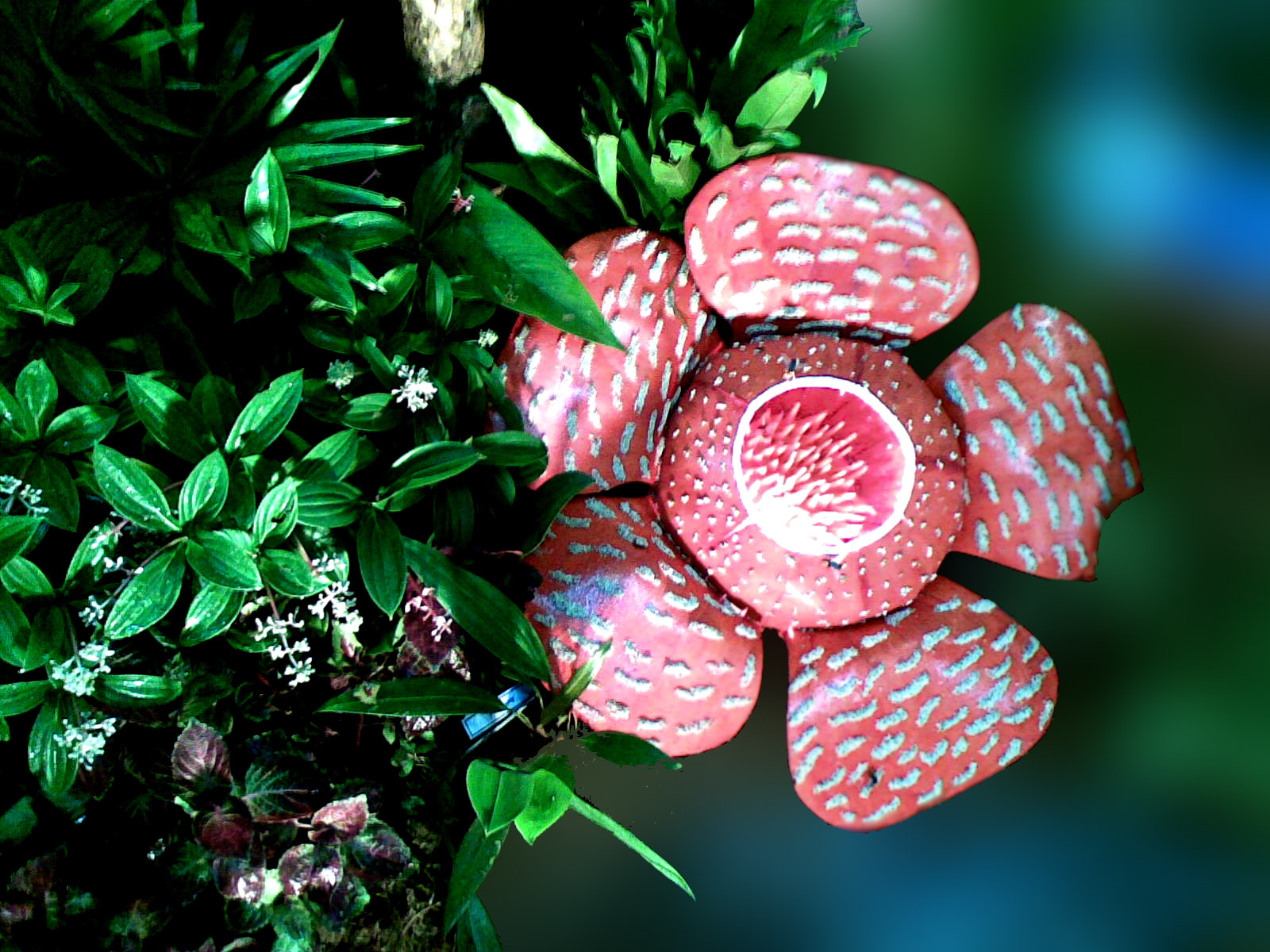
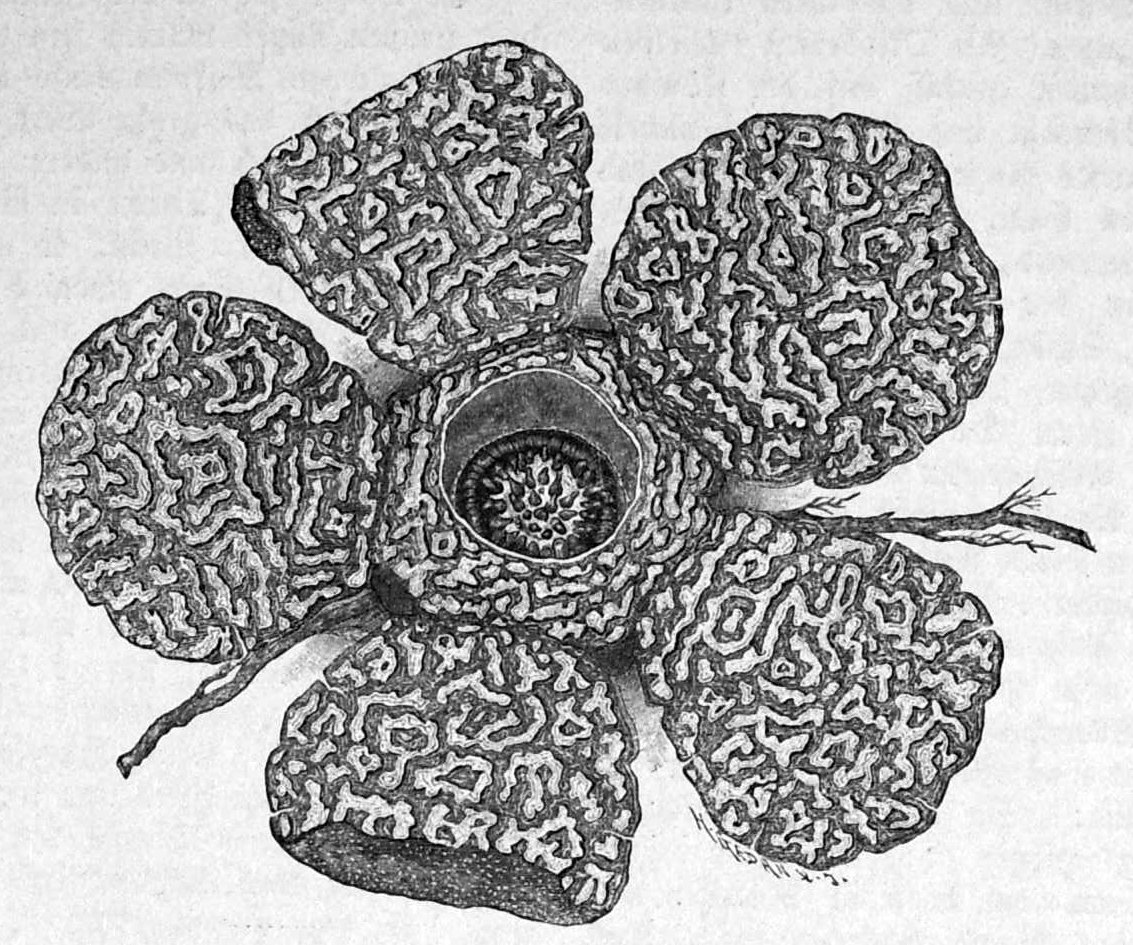